# Бйорн Андерссон
Бйорн Андерссон (швед. Björn Andersson; нар. 20 липня 1951, Персторп) — шведський футболіст, що грав на позиції захисника.
Виступав, зокрема, за «Баварію», у складі якої став дворазовим володарем Кубка європейських чемпіонів та володарем Міжконтинентального кубка, а також національну збірну Швеції, з якою був учасником чемпіонату світу 1974 року.

## Клубна кар'єра
У дорослому футболі дебютував 1970 року виступами за команду «Естерс», в якій провів п'ять сезонів, взявши участь у 101 матчі чемпіонату.
Своєю грою за цю команду привернув увагу представників тренерського штабу клубу «Баварія», до складу якого приєднався 1974 року. Відіграв за мюнхенський клуб наступні три сезони своєї ігрової кар'єри, де в той час грали такі відомі гравці, як Франц Беккенбауер, Герд Мюллер і Карл-Гайнц Румменігге. За цей час двічі виборював титул володаря Кубка чемпіонів УЄФА у сезонах 1974/75 та 1975/76 і став володарем Міжконтинентального кубка у 1976 році. У фіналі кубка європейських чемпіонів 1975 року проти англійського «Лідс Юнайтед» Андерссон отримав травму на самому початку гри після фолу Террі Йората, через яку пропустив більшу частину сезону 1975/76 і в подальшому не зумів повернутись на колишній рівень. Загалом за три сезони швед провів за «Баварію» 47 матчів чемпіонату, 5 ігор кубка, 2 гри Міжконтинентального кубка та 11 ігор Кубка європейських чемпіонів. Свій єдиний гол у Бундеслізі він забив 19 квітня 1975 року (28 тур) в домашній грі проти клубу «Теніс Боруссія» (3:1).
1977 року Бйорн повернувся в «Естерс», з яким у сезоні 1977 року він виграв Кубок Швеції, а наступного року і чемпіонат Швеції.
З 1980 року виступав у нижчоліговому клубі «Маркарідс», а завершив ігрову кар'єру у команді «Валлентуна», за яку виступав протягом 1982—1984 років. В обох командах був граючим тренером.
З 1995 року Андерссон працював у молодіжній академії «Баварії», через яку в цей час пройшли такі зірки як Овен Гаргрівз, Бастіан Швайнштайгер і Філіпп Лам. В 2009 році він повернувся до Швеції, але залишився скаутом клубу і займався пошуком талантів для «Баварії» в Скандинавії та Англії. На батьківщині Андерссон працював асистентом тренера у клубі «Гесслегольм» (2011—2013), а з 2014 року працював у молодіжній академії «Гальмії».

## Виступи за збірну
29 червня 1972 року дебютував в офіційних матчах у складі національної збірної Швеції в грі чемпіонату Північної Європи проти Данії (2:0). Загалом в рамках того турніру, що тривав аж до 1977 року, Андерссон зіграв у 7 іграх і допоміг своїй команді здобути золоті нагороди.
У складі збірної був учасником чемпіонату світу 1974 року у ФРН, зігравши там чотири гри своєї команди — з Болгарією (0:0), Нідерландами (0:0), Уругваєм (3:0) та Польщею (0:1), а шведи завершили турнір у другому груповому етапі.
Загалом протягом кар'єри у національній команді, яка тривала 6 років, провів у її формі 28 матчів, забивши 1 гол, 16 червня 1976 року, проти Норвегії (2:0), у відборі на чемпіонат світу 1978 року.

## Титули і досягнення
- Чемпіон Швеції (1):

«Естерс»: 1978
- Володар Кубка Швеції (1):

«Естерс»: 1977
- Володар Кубка чемпіонів УЄФА (2):

«Баварія»: 1974–75, 1975–76
- Володар Міжконтинентального кубка (1):

«Баварія»: 1976